# Vernum
Vernum ist ein Dorf am linksrheinischen Niederrhein und eine Ortschaft der Gemeinde Geldern in Nordrhein-Westfalen. Die Ortschaft Vernum zählte am 31. Oktober 2023 1014 Einwohner. Bis 1969 gab es eine selbstständige Gemeinde Vernum mit mehreren Ortschaften.

## Geschichte
Der Ort wurde erstmals 1294/1295 als Virnem erwähnt. Dabei bildete Vernum eine Gemeinde und gehörte kirchenorganisatorisch zu Nieukerk. 
Vernum gehörte wie die umliegenden Dörfer bis 1713 zum Herzogtum Geldern und kam dann zu Preußen. Von 1798 bis 1814 stand der linke Niederrhein unter französischer Herrschaft. Während dieser Zeit wurde Vernum Teil der nach französischem Vorbild eingerichteten Mairie Sevelen, die zum Kanton Geldern im Arrondissement Kleve des Rur-Departements gehörte.
Nachdem 1814 auf dem Wiener Kongress der gesamte Niederrhein dem Königreich Preußen zugeschlagen worden war, kam die Gegend 1816 zum neuen Kreis Geldern in der Provinz Jülich-Kleve-Berg, der späteren Rheinprovinz. Aus der Mairie wurde die preußische Bürgermeisterei Sevelen. Sie umfasste die beiden Landgemeinden Sevelen und Vernum. 1927 wurde die Bezeichnung per Gesetz geändert in Amt Sevelen.
Nach einer amtlichen Statistik bestand die Landgemeinde Vernum im Jahr 1834 aus dem Weiler Vernum mit 436 Einwohnern, dem Kirchdorf Hartefeld mit 326 Einwohnern, dem Weiler Poelyck (damals „Pullick“ geschrieben) mit 220 Einwohnern, dem Weiler Neufeld mit 120 Einwohnern und dem als eigenständige Einheit geführten Landgut Grotelaers mit 11 Einwohnern. Neufeld gehörte zum Pfarrsprengel Geldern, alle anderen Orte zum Pfarrsprengel Hartefeld.
Zum 1. Oktober 1950 wurde das Amt Sevelen durch Verordnung des Regierungspräsidenten aufgelöst. Sevelen und Vernum wurden amtsfreie, selbstständige Gemeinden im Kreis Geldern.
1969 zählte die Gemeinde Vernum 830 Einwohner. Im Zuge der nordrhein-westfälischen Gemeindereform wurde zum 1. Juli 1969 der Hauptteil der Gemeinde Vernum mit den Dörfern Vernum und Hartefeld in die Stadt Geldern eingemeindet. Die Ortschaft Poelyck kam im Zuge eines Gebietstauschs gegen die Baersdonk zur Gemeinde Kerken.

### Wappen und Banner
| Wappen der ehemaligen Gemeinde Vernum, Kreis Geldern | Blasonierung: „In Grün zwischen drei im Dreipass zur Mitte hin ausgerichteten silbernen (weißen) Antoniuskreuzchen ein silbernes (weißes) Antoniusglöckchen.“ |

Banner der ehemaligen Gemeinde Vernum

| Wappen der ehemaligen Gemeinde Vernum, Kreis Geldern | Wappenbegründung: Das Wappen wurde am 26. Juni 1961 vom nordrhein-westfälischen Innenminister genehmigt. Es steht für die vor 1460 erbaute Kapelle zu Ehren des hl. Antonius; Glocke und Kreuze sind Symbole dafür. Grün steht für die ländliche Umgebung. Das Wappen wird sowohl von Vernum, wie auch von Hartefeld verwendet, welche bis 1969 die Gemeinde Vernum mit Sitz in Hartefeld bildeten. Heute sind beide Ortsteile der Stadt Geldern. Banner: „Das Banner ist ein Wappenbanner.“ |

## Landwirtschaft
Das Dorf ist umgeben von zahlreichen Bauernhöfen. Auf den Feldern rund um Vernum werden Mais und anderes Getreide, aber auch Rüben und Kartoffeln angebaut.

## Denkmäler und Gebäude
Ältestes Gebäude ist das Haus Grotelaers in der Duisburger Straße. Der Name Grotelaers wird schon 1294/95 erwähnt, das heutige Haus wurde als zweigeschossiger Backsteinbau 1696 mit hohem Walmdach und malerischem Kapellenturm an der Ostseite vom Bauherrn Johann Matthias von Afferden errichtet. An beiden Enden des Firsts befindet sich je ein großer Kamin. Unmittelbar nach Fertigstellung des Hauses erhielt der Bauherr vom Roermonder Bischof die Genehmigung in der Hauskapelle Messen lesen zu lassen. Von einem Nachfahren des Bauherrn, Johann Josef van Aefferden, wurde das Haus an die Eheleute Cremeren verkauft. Im Oktober 1818 wurde es von Ludwig Cassian von Salomon verkauft. Heute befindet es sich in Privatbesitz. Das Gebäude wurde am 15. Oktober 1986 in die Denkmalliste der Gemeinde Geldern unter der Nummer A20 aufgenommen.
Eine weitere Sehenswürdigkeit Vernums ist die Windmühle am Poelycker Weg. Die heutige Windmühle aus Backstein wurde 1866 erbaut und ersetzte eine hölzerne Kastenwindmühle von 1819. Die Mühle wurde im Jahr 1892 mit einer Dampfmaschine „von 12 Pferdekraft“ ausgerüstet. Um 1920 wurde der Mühlenbetrieb eingestellt. Die Mühle diente dann als Gebäude ohne Haube und Flügel als Jugend- und SA-Heim. Seit 1991 trägt sie wieder Haube und Flügel und dient als Wohnhaus. Die über die Flügel gewonnene Windenergie dient dem das Denkmal als Heizung. Die Windmühle wurde am 5. Dezember 1985 unter der Nummer A 16 in die Denkmalliste der Gemeinde Geldern aufgenommen.
Daneben befinden sich noch die folgenden Gebäude auf der Denkmalliste: Kleinderhorsthof (A 117, 8. Juni 1993), Groterhosthof (A81, 15. April 1992), Ravenshof (A 177), Hülshof (A 179, 28. September 1995), Poelmanshof (A 180, 20. Dezember 1995), Jüttenhof (A 111, 27. September 1993), Bönninghof (A 112, 27. September 1993), Hartmeshof (Nr. 176, 26. Januar 1996).

## Dörfliches Leben
Außerdem besitzt Vernum eine kleine Dorfwiese mit Gedenkstein (für Kriegsgefallene) und ein Wasserspiel, den sogenannten „Flachsbrunnen“, der an die ehemalige Arbeit der Leinenherstellung, die damals in Vernum stattfand, erinnern soll. In Vernum gibt es keine Geschäfte. Vernum hat zwei größere Vereine, einen Sportverein und eine Schützenbruderschaft.

## Sport
Der SV Grün-Weiß Vernum 1949 e. V. ist ein Sportverein der Ortschaften Vernum und Hartefeld, mit Mitgliedern auch aus umliegenden Orten. Er bietet heute die Sportarten Fußball, Basketball, Leichtathletik, Aerobic und Gymnastik an. In Vernum liegt der Fußballplatz des Vereins, in Hartefeld gibt es eine Sporthalle.